# Маултон, Фэй
Фэй Р. Маултон (англ. Fay R. Moulton; 7 апреля 1876, Марион, Канзас — 19 февраля 1945, Канзас-Сити, Канзас) — американский легкоатлет, бронзовый призёр летних Олимпийских игр 1904.
На Играх 1904 в Сент-Луисе Маултон участвовал в трёх дисциплинах. В беге на 60 м он выиграл полуфинал, но в финале занял третье место и выиграл бронзовую медаль. В беге на 100 м он стал вторым в полуфинале, а в заключительной гонке занял четвёртое место. В забеге на 200 м Маултон вновь занял второе место в предварительном раунде и четвёртое в финале.
Через два года Маултон участвовал в неофициальных летних Олимпийских играх 1906 в Афинах. Там он выиграл серебряную награду в беге на 100 м.